# Chiesa di Santa Maria dei Greci (Molinara)
La chiesa di Santa Maria dei Greci è il luogo sacro più antico di Molinara, ancora oggi sede parrocchiale. Si trova lungo la strada principale del borgo fortificato, nei pressi della scomparsa "porta da basso". La tradizione, che pare confermata da più dati documentati, vuole che la chiesa sia stata fondata in età altomedievale da una comunità di monaci bizantini. La chiesa è interessante anche architettonicamente, perché la struttura cela un impianto originario del tipo Kuppelhalle, diffuso fra le chiesette rurali pugliesi ma molto raro nell'attuale Campania.

## Storia

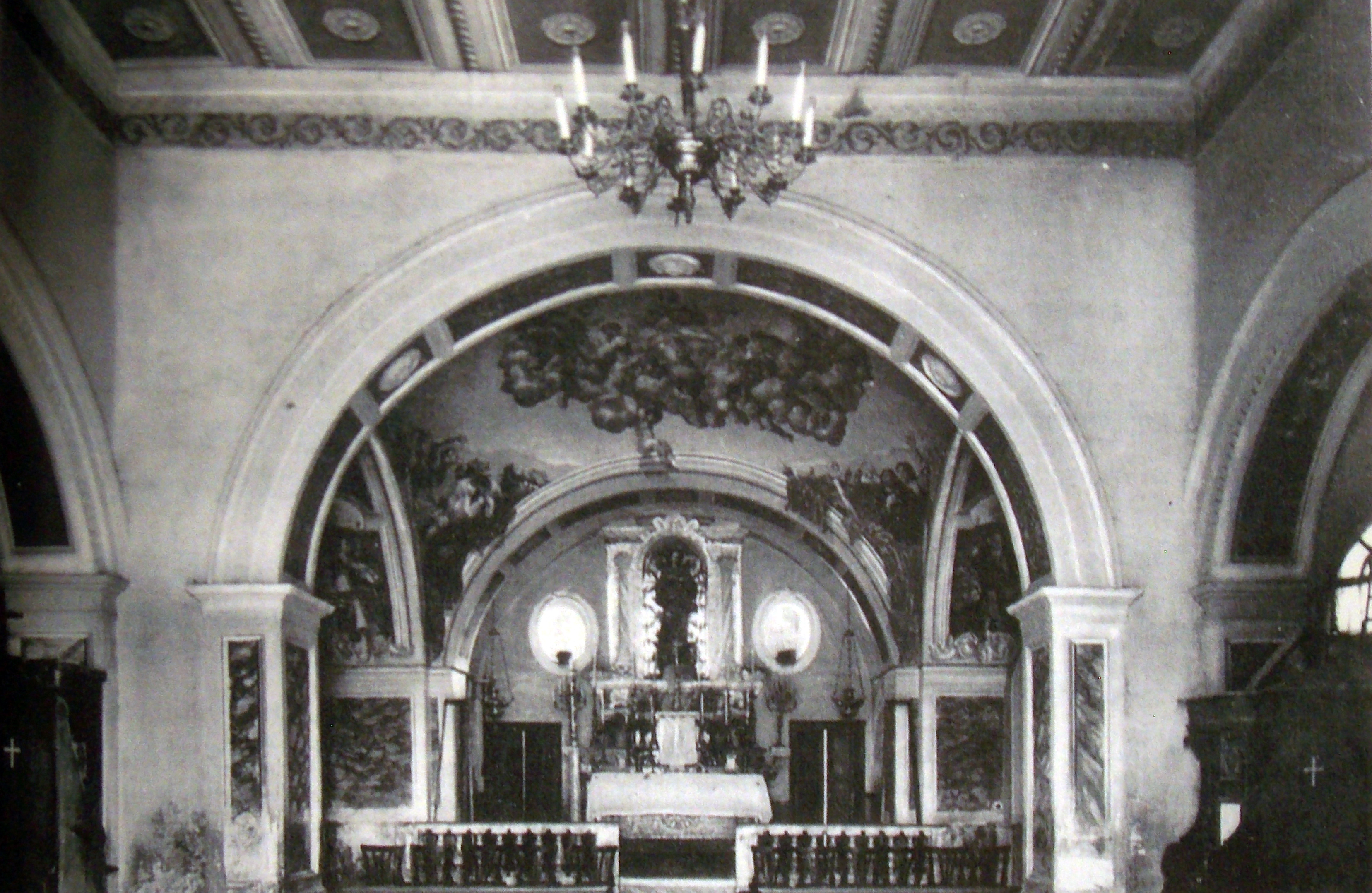
L'interno prima del terremoto del 1962

Le origini di Santa Maria dei Greci, o della stessa Molinara, non sono note da fonti documentarie. Tuttavia, gli indizi che sia la chiesa che il paese fossero legati al mondo bizantino sono molteplici. Lo stesso nome della chiesa lo conferma; e in effetti, secondo un inventario del 1697, in una nicchia sopra il portale principale era dipinta "Santa Maria dei Greci", che potrebbe essere la Madonna Odigitria. Ancora nel tardo XIX secolo, si parla dell'esistenza anche di un'iscrizione in greco sopra il portale, ma oggi non ve ne è più traccia. Ancora, fuori dal paese esiste una fontana detta "dei Greci".
Inoltre, le cerimonie religiose nella chiesa hanno mantenuto tracce di rito greco eccezionalmente a lungo: il 3 giugno 1737, in seguito ad una visita pastorale, l'arcivescovo di Benevento Serafino Cenci ordinava all'arciprete che, entro 20 giorni dall'emissione di tale documento, tutto fosse predisposto nella chiesa per poter somministrare il battesimo per infusione secondo il rito latino, anziché per immersione alla maniera bizantina. La disposizione faceva seguito ad una decisione presa nel sinodo diocesano del 24 agosto 1736, con cui si imponeva a tutte le parrocchie la pratica di tale rito.
Quanto alle ipotesi avanzate sulla fondazione della chiesa: Molinara compare nei documenti per la prima volta nel 992. Il paese è situato a nord-est di Benevento, in un'area non lontana dalla Daunia, che all'epoca era un attivo fronte in cui si contrastavano i Longobardi del Principato di Benevento e i Bizantini del thema di Langobardia, ovvero l'attuale Puglia. Per questo vi venivano eretti numerosi castelli e borghi fortificati. In quel periodo si verificavano movimenti di piccole comunità monastiche di cultura e rito bizantino dalla Calabria e dalla Lucania verso nord; ed in questa espansione della cultura orientale erano ovviamente appoggiati dalle autorità bizantine.
È probabile, quindi, che anche la nascita della chiesa di Santa Maria dei Greci sia da ascrivere a tale fenomeno, anche se le linee architettoniche e la dedica della chiesa sembrano di derivazione più pugliese che calabra. Del resto, Molinara sorge non lontano da quello che poi sarebbe stato il tratturo Pescasseroli-Candela. Lo stesso borgo fortificato potrebbe essere sorto contemporaneamente alla chiesa, che avrebbe funto da polo di aggregazione e magari da chiesa parrocchiale..
La chiesa di Santa Maria dei Greci fu riconsacrata nel 1697 dall'arcivescovo Vincenzo Maria Orsini. Alla chiesa facevano capo due confraternite, dedicate al SS. Corpo di Cristo e al SS. Rosario rispettivamente.
Il terremoto del 1962 ha arrecato danni molto gravi alla chiesa e a tutto il borgo antico. Attualmente la chiesa si presenta restaurata.

## Descrizione
La chiesa si presenta complessivamente con una navata centrale disposta approssimativamente in direzione W-E, più due specie di navate laterali, di forma irregolare perché presso il fondo le mura esterne diventano oblique, restringendosi verso la navata centrale. In fondo alla navata centrale è il presbiterio, con un ulteriore ambiente dietro di esso. Una minuziosa analisi dell'architettura è stata compiuta da Marcello Rotili nel 1979, quando la chiesa era nello stato di rudere.

### Nucleo originario

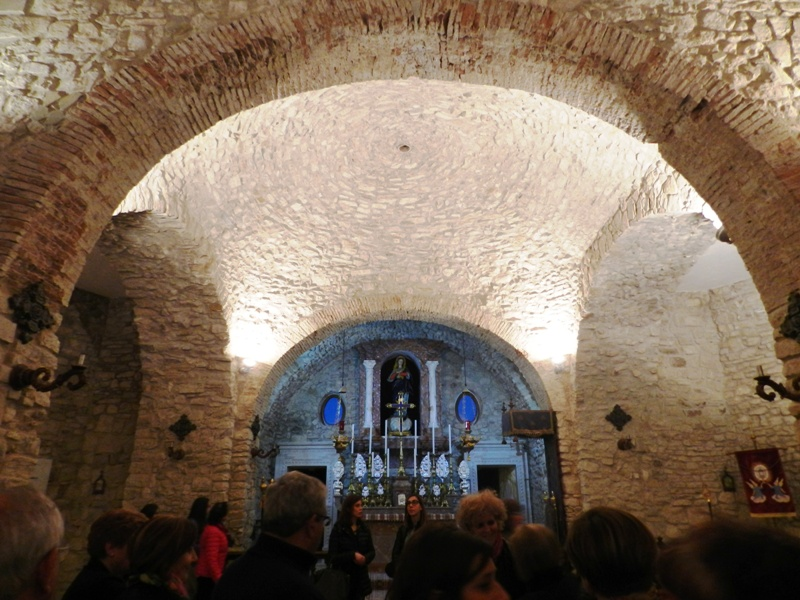
Il settore cupolato, con il presbiterio in fondo

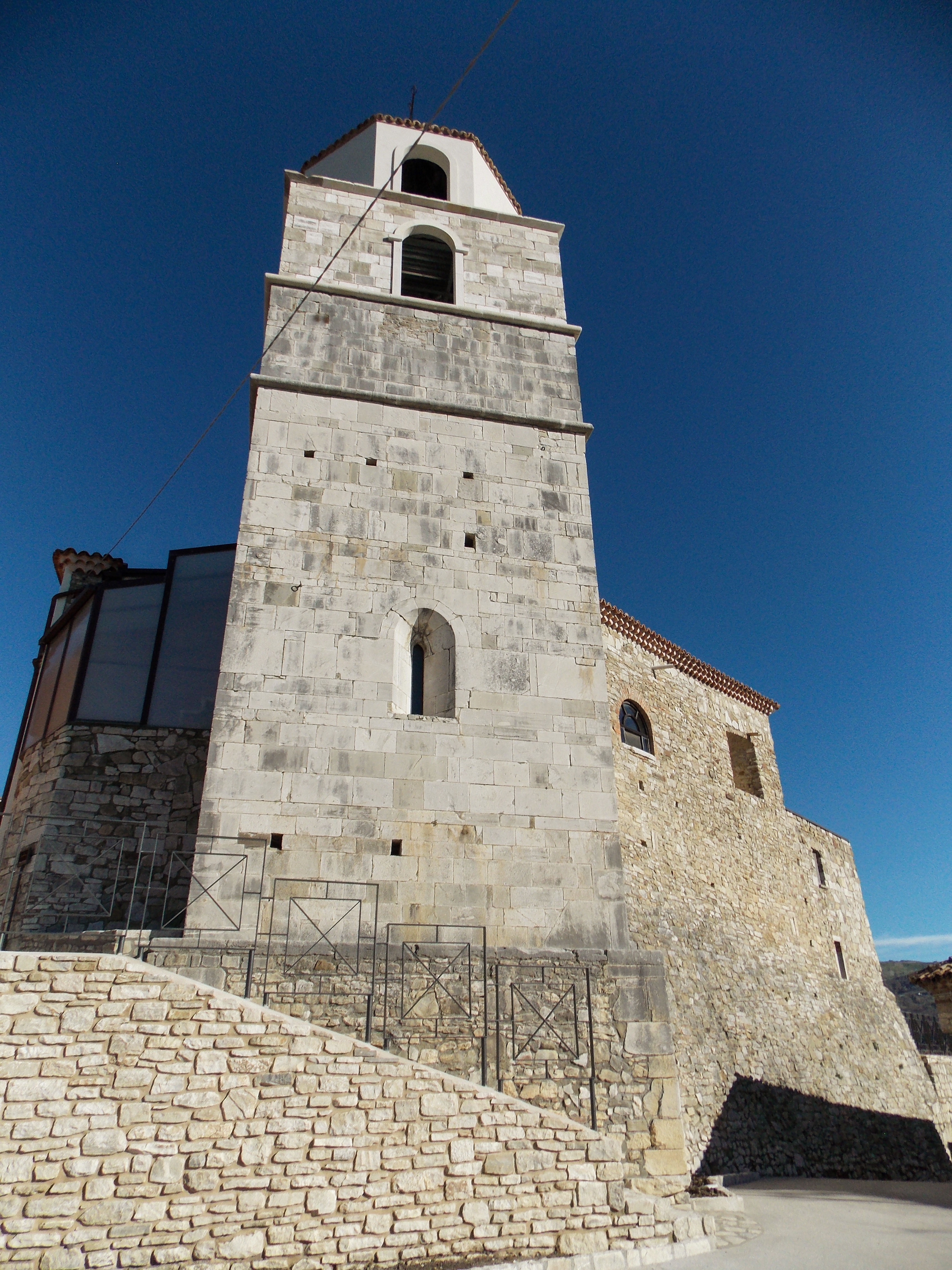
Il campanile ricostruito

Il presbiterio, coperto con una volta a botte, e il settore della navata posto davanti ad esso, coperto a cupola, costituiscono insieme il nucleo più antico della chiesa. Tale cupola è innalzata su quattro archi, sorretti da pilastri agli angoli. Lo spazio fra i pilastri è di circa 4,80 m. Il presbiterio è profondo 2,75 m; la sua volta a botte non è in linea con l'arco davanti ad essa che sorregge la cupola, bensì è più ampio di circa 30 cm per lato. Sui fianchi della volta sono due feritoie, mentre la parete di fondo si apre, ai due fianchi dell'altare maggiore, in due oblò ed altrettante porte che conducono al suddetto ambiente posteriore.
Il presbiterio e il settore cupolato furono costruiti come corpo unico, con una muratura a blocchi calcarei squadrati rozzamente e disposti irregolarmente. Gli archi che sostengono la cupola e i relativi pilastri, tuttavia, presentano porzioni ricostruite, facendo uso anche di laterizi; quello prospiciente la pseudo-navata destra, inoltre, è stato ricostruito dopo il terremoto. L'ipotesi avanzata per la forma originaria della chiesa è che davanti all'ambiente cupolato ci fosse un'ulteriore volta a botte, simmetricamente a quella prima descritta; e l'ambiente dietro il presbiterio rimpiazzerebbe un originario abside curvo. In corrispondenza degli archi laterali su cui si erge la cupola, vi sarebbero stati due muri, posti in aderenza ai pilastri ma all'esterno di essi, in modo da evidenziare gli spazi sotto gli archi e creare un gioco di volumi che somiglia ad un transetto molto compresso. La posizione di tali muri avrebbe demarcato, anche all'esterno, il vano con cupola centrale.
La ragione dietro la ricostruzione suggerita per l'aspetto originario della chiesa di Santa Maria dei Greci è che la volta a botte e il settore a cupola richiamano le strutture e le dimensioni di svariate chiesette rurali della Puglia, che si riconducono al tipo Kuppelhalle ("sala a cupola") di provenienza orientale: chiese di questo tipo si registrano in Armenia a partire dal V secolo. Tale schema, in linea di massima, prevede una navata con volta a botte interrotta nel mezzo da una cupola, e quest'ultima sorretta da archi in una maniera tale che lo spessore dei due archi laterali configuri un piccolo transetto.
In particolare, le strutture superstiti dell'impianto originario di Santa Maria dei Greci rievocano da vicino quelle della chiesa di Santa Croce di Cagnano nelle campagne di Bitonto, anche se quest'ultima è più piccola. Le volte a botte di Santa Croce, infatti, impostano anch'esse su mura piene, e non su archi simili a quelli della cupola, come avviene nella maggior parte delle "sale a cupola" pugliesi. Differentemente da quanto accade a Santa Maria dei Greci, però, in questa chiesetta due degli archi che reggono la cupola sono integrati nelle rispettive volte a botte, che non hanno feritoie.
Un'altra possibilità per la configurazione originaria di Santa Maria dei Greci è che, anziché un'area voltata a botte, davanti all'ambiente cupolato ve ne fosse un altro in asse con esso. Anche questo trova abbondanti riscontri in area pugliese e si ritrova nella chiesa di Sant'Ilario a Port'Aurea di Benevento; ad ogni modo, quindi, le strutture più antiche di Santa Maria dei Greci sembrano testimoniare contatti fra l'area beneventana e la Puglia che risultarono anche nella trasmissione di forme architettoniche. Tenendo conto delle caratteristiche architettoniche di Santa Maria dei Greci, comparate con quelle delle Kuppelhallen pugliesi, Marcello Rotili ha datato la prima costruzione al XI secolo. Lo storico locale Fiorangelo Morrone, adducendo motivazioni più storiche che architettoniche, la vuole costruita fra il X e il XI.

### Campanile

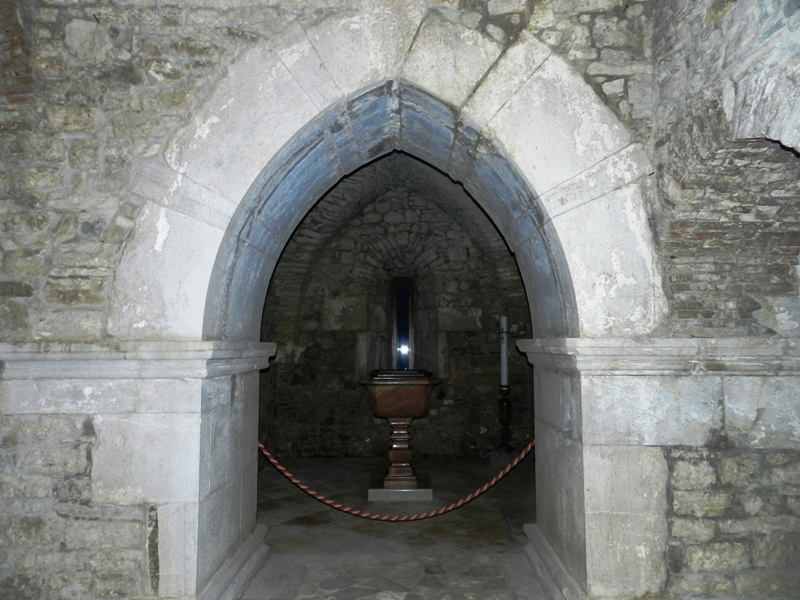
La base del campanile

Il campanile sorge sul fianco destro della chiesa, a sud. Dei suoi quattro ordini, i due superiori sono stati rifatti con l'ultima ricostruzione della chiesa. Quelli inferiori, benché rivestiti di blocchi calcarei grandi e ben squadrati che si direbbero settecenteschi, dovrebbero risalire al XIV secolo. A tale periodo, infatti, sembrano richiamare la monofora gotica strombata che guarda il lato sud e la porta d'accesso, posta sul lato opposto, e chiusa da un arco a sesto acuto; anche se entrambe potrebbero essere frutto di rifacimenti.
La copertura piramidale poggiante su tamburo ottagonale, e la croce di metallo in cima ad essa, dovrebbero essere ricostruzioni fedeli dello stato che il campanile aveva già nel XVIII secolo.

### Interni post-medievali

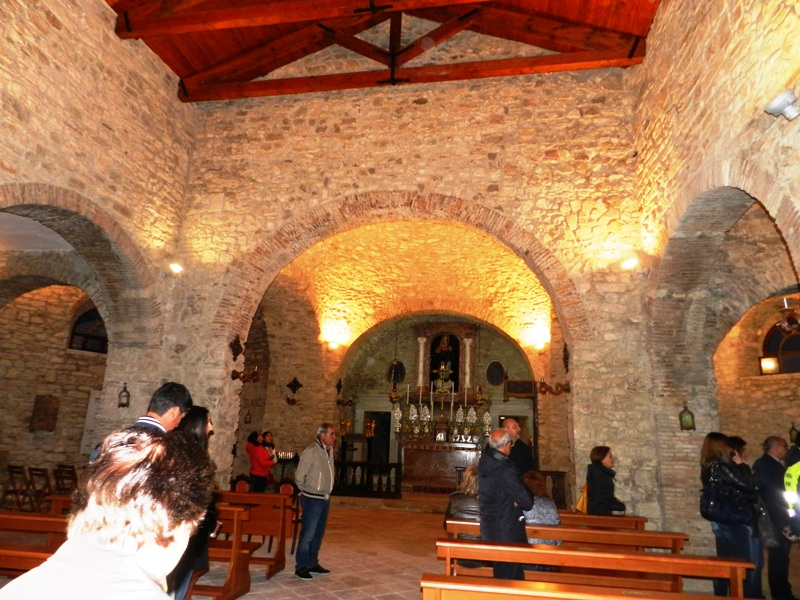
La navata centrale

Il campanile, in origine, doveva essere staccato dalla chiesa; solo successivamente, l'espansione di quest'ultima ha fatto sì che l'accesso al campanile fosse inglobato nella parete laterale destra della chiesa. L'espansione della chiesa ha creato una forma piuttosto irregolare: le pareti laterali non sono perpendicolari alla facciata; inoltre, come detto, in corrispondenza dei due pilastri anteriori fra quelli che sorreggono la cupola, esse cambiano andamento divenendo convergenti verso i due pilastri posteriori. Qui, nello stretto spazio fra i pilastri e le rispettive pareti, erano delle nicchie, poi eliminate nel restauro post-terremoto. Vi è una differenza esterna fra le due pareti convergenti: quella sinistra si interrompe in corrispondenza della nicchia e poi riprende il precedente andamento dietro il presbiterio, delimitando l'ambiente dietro di esso. Quella destra, invece, è continua e ingloba anche la parete destra del presbiterio.
Le mura dell'ambiente dietro il presbiterio sono le più recenti della chiesa, fatta eccezione per le ricostruzioni successive al 1962. Esso ha una pianta a trapezio molto accentuata, con il lato in fondo particolarmente corto. È usato come sacrestia, e in passato ospitava anche il coro.
Le mura delle parti aggiunte della chiesa sono costruite in blocchi calcarei come quelle del nucleo originario, tuttavia sono presenti anche laterizi; inoltre la squadratura e la disposizione degli elementi segue uno schema più regolare che nel nucleo altomedievale. La copertura attuale della chiesa, così come quella pre-terremoto, è a capriate lignee: per questo motivo, anche il muro sopra l'arco anteriore che regge la cupola presenta una sopraelevazione a timpano. Fa eccezione la porzione anteriore della "navata" sinistra, che è soppalcata per ricavare un ambiente sopra di essa.
La navata centrale della chiesa, davanti al settore cupolato, prosegue delimitata da due campate ad arco fino alla facciata. Tali archi sono più stretti (circa 3,25 m) e bassi di quelli che reggono la cupola. Entrambe le "navate" laterali sono interrotte da un ulteriore arco simile a questi, posto in corrispondenza dell'arco anteriore della cupola. La porzione della "navata" destra corrispondente alla prima campata, nell'angolo fra il muro di facciata e la parete laterale, conteneva il fonte battesimale con il suo ciborio, nonché un affresco del battesimo di Gesù. Questa zona è completamente separata dal resto della "navata" destra tramite un muro che si apre solo in uno stretto portale arcuato. Un simile muro nella "navata" sinistra è solo accennato.
Con il restauro, la chiesa è stata completamente spogliata degli stucchi e degli intonaci che la ricoprivano. Nella descrizione del 1697 aveva quattro altari: quello maggiore dedicato al SS. Corpo di Cristo, con un dipinto di Cristo attorniato da angeli simboleggianti i Misteri della Passione. Lungo un lato erano inoltre gli altari di Santa Caterina e del SS. Rosario, e su quello opposto l'altare della SS. Assunta. Davanti al presbiterio erano delle sepolture.